# Lei Antiterrorismo
A Lei Antiterrorismo é a denominação dada à lei nacional brasileira nº 13.260/2016. Uma lei ordinária de autoria do poder executivo que trata da tipificação, julgamento e punição para crimes de natureza terrorista no território nacional do Brasil. A criação da lei está vinculada à Convenção Interamericana contra o Terrorismo (CICTE) de 2002, que em seu artigo 4o., Parágrafo 1o., estabelece que os Estados-Membros da Organização dos Estados Americanos devem estabelecer parâmetros legais para combater e interditar o terrorismo.

## História
O projeto de lei - PL Nº 2016/2015 - foi encaminhado em 18 de junho de 2015 pelo poder executivo à Câmara dos Deputados, e, nesta casa, recebido a numeração de Projeto de Lei nº nº 101/2015, com  tramitação  em regime de urgência, nos termos do art. 64, §1º, da Constituição Federal  Sendo aprovado na referida casa  e no plenário do Senado Federal, sancionada pela então presidente Dilma Rousseff, em 16 de março de 2016 e publicada no Diário Oficial da União em 17 de março.

### Regulamentação
A lei regulamenta o disposto no inciso XLIII do art. 5º da Constituição Federal, disciplinando o terrorismo, tratando de disposições investigatórias e processuais e reformulando o conceito de organização terrorista; e altera as Leis nºs 7.960, de 21 de dezembro de 1989, e 12.850, de 2 de agosto de 2013: estabelece definição de terrorismo, com pena de reclusão de 12 a 30 anos, além das sanções correspondentes à ameaça ou à violência. Considera que os crimes previstos são praticados contra o interesse da União, cabendo à Polícia Federal a investigação criminal e à Justiça Federal o seu processamento e julgamento. Dispõe sobre medidas assecuratórias e alienação antecipada de bens, direitos ou valores. Altera a Lei da Prisão Temporária e a Lei nº 12.850/2013, que define organização criminosa.

## Tipificação
O diploma legal tipifica que o terrorismo consiste na prática por um ou mais indivíduos dos atos previstos neste artigo, por razões de xenofobia, discriminação ou preconceito de raça, cor, etnia e religião, quando cometidos com a finalidade de provocar terror social ou generalizado, expondo a perigo pessoa, patrimônio, a paz pública ou a incolumidade pública.

### Atos de terrorismo
- I - usar ou ameaçar usar, transportar, guardar, portar ou trazer consigo explosivos, gases tóxicos, venenos, conteúdos biológicos, químicos, nucleares ou outros meios capazes de causar danos ou promover destruição em massa;;
- II -  sabotar o funcionamento ou apoderar-se, com violência, grave ameaça a pessoa ou servindo-se de mecanismos cibernéticos, do controle total ou parcial, ainda que de modo temporário, de meio de comunicação ou de transporte, de portos, aeroportos, estações ferroviárias ou rodoviárias, hospitais, casas de saúde, escolas, estádios esportivos, instalações públicas ou locais onde funcionem serviços públicos essenciais, instalações de geração ou transmissão de energia, instalações militares, instalações de exploração, refino e processamento de petróleo e gás e instituições bancárias e sua rede de atendimento;
- III - atentar contra a vida ou a integridade física de pessoas.[7]

### Prisões de julho de 2016
A legislação deu embasamento jurídico para as prisões do dia 21 de julho de 2016 em que PF prendeu 10 suspeitos de planejarem atentados durante os Jogos Olímpicos do Rio de 2016.

### Análise do artigo 2º
A ameaça terrorista tornou-se um desafio à segurança nacional, com vista a este fato o legislador brasileiro atendendo à constituição no inciso XLIII do artigo 5º, regulamentou o disposto, disciplinou e tipificou o terrorismo. Atento a estes fatos, este artigo visa analisar e elucidar a norma para uma não ocorrência de dubiedade no momento de interpretála.
Art. 2º O terrorismo consiste na prática por um ou mais indivíduos dos atos previstos neste artigo, por razões de xenofobia, discriminação ou preconceito de raça, cor, etnia e religião, quando cometidos com a finalidade de provocar terror social ou generalizado, expondo a perigo pessoa, patrimônio, a paz pública ou a incolumidade pública. 
Este artigo ao tipificar em terrorismo os atos praticados por razões de xenofobia, discriminação ou preconceito de raça, cor, etnia e religião leva a uma exclusão e um selecionamento categórico e inflexível dos atos que podem ser enquadrador nesta regra. A exclusão de práticas que não se enquadram neste disposto deverão ter a tipificação penal em legislação em vigor. Ao analisar o artigo deve-se compreender o que a legislação brasileira classifica como xenofobia, discriminação ou preconceito de raça, cor, etnia e religião.

O parágrafo primeiro do artigo segundo, lista os atos considerados terrorista, ao analisá-los cuidadosamente, encontra-se lacunas e as mesmas serão expostas a seguir para uma maior compreensão do texto normativo.
§ 1º São atos de terrorismo: 
I  usar ou ameaçar usar, transportar, guardar, portar ou trazer consigo explosivos, gases tóxicos, venenos, conteúdos biológicos, químicos, nucleares ou outros meios capazes de causar danos ou promover destruição em massa;
II – (VETADO);
III  (VETADO);
IV  sabotar o funcionamento ou apodera-rse, com violência, grave ameaça a pessoa ou servindo-se de mecanismos cibernéticos, do controle total ou parcial, ainda que de modo temporário, de meio de comunicação ou de transporte, de portos, aeroportos, estações ferroviárias ou rodoviárias, hospitais, casas de saúde, escolas, estádios esportivos, instalações públicas ou locais onde funcionem serviços públicos essenciais, instalações de geração ou transmissão de energia, instalações militares, instalações de exploração, refino e processamento de petróleo e gás e instituições bancárias e sua rede de atendimento 
O parágrafo 1º no inciso IV, ao caracterizar os atos terrorista em "sabotar o funcionamento ou apoderar-se, com violência, grave ameaça a pessoa ou servindose de mecanismos cibernéticos[...]".O texto concede uma interpretação, gerando uma lacuna na legislação: O ato pode ocorrer sem violência, visto que o individuo pode sabotar o funcionamento ou apoderar-se de forma oculta, sorrateira, infiltrada ou disfarçada. Ao discriminar "[...]servindo-se de mecanismo cibernéticos[...]" o texto limita o mecanismo utilizado a se caracterizado para a prática do ato terrorista, qualquer conjunto de elementos que fuja do princípio, cibernético, não poderá ser classificado em prática de terrorismo, para uma maior coesão, entende-se como cibernético os mecanismos que utilizam-se de meios informatizados, tecnológicos, virtuais, trabalhando em rede ou não.

É importante constar que ataques cibernéticos à sites estatais não se enquadram como atos terroristas desde que não sejam levados pelas razões do caput do art. 2º.
V  atentar contra a vida ou a integridade física de pessoa: 
Este inciso tipifica que o ato praticado contra, um os mais indivíduos, será enquadrado, se a finalidade deste, for provocar terror social ou generalizado, com vista a razões xenofóbicas, discriminação ou preconceito de raça, cor, etnia e religião.

Atentar contra integridade física ou a vida de uma pessoa que, por exemplo, seja um líder político, religioso, social ou membro de uma determinada comunidade, se está ação fora motivada por preconceito ou discriminação de raça, cor, etnia, religião ou pelo xenofobismo. E se este atentado tenha como a finalidade, levar ao terror social ou generalizado, grupos sociais, religiosos, étnicos e a sociedade, mesmo que esta finalidade não seja alcançada, mas foi almejada pelo praticante, poder-se-á concluir que tal prática foi terrorista.
§ 2º O disposto neste artigo não se aplica à conduta individual ou coletiva de pessoas em manifestações políticas, movimentos sociais, sindicais, religiosos, de classe ou de categoria profissional, direcionados por propósitos sociais ou reivindicatório, visando a contestar, criticar, protestar ou apoiar, com o objetivo de defender direitos, garantias e liberdades constitucionais, sem prejuízo da tipificação penal contida em lei.
Ao analisar este parágrafo, pode-se inferir diferentes interpretações, e diante disto, será apresentado distintas perspectivas e resoluções que e lei permite obter.
Ao ler minuciosamente o fragmento "[...]direcionados por propósitos sociais ou reivindicatórios[...]" o entendimento comum é que as manifestações políticas, movimentos sociais, sindicais, religiosos, de classe ou de categoria profissional é que deveram ter tais direcionamento e se
contendo este direcionamento, estarão isentas de terem seus atos regulados por está lei, mas o que deve ser compreendido é que"[...] à conduta individual ou coletiva de pessoas[...]" deverão ser " [...]direcionados por propósitos sociais ou reivindicatórios[...]". Compreende-se nesta situação, se a conduta deste (s) indivíduo (os) fugir dos direcionamentos sociais ou reivindicatórios está poderá ser inserida nos moldes desta lei. Para uma maior compreensão desta matéria será exemplificada em um caso hipotético.
Um grupo de indivíduos reúne-se antes de uma manifestação, com o intuito de provocar o terror social por meio de atos listados no § 1º do art. 2º. O fato de eles estarem em uma manifestação de cunho reivindicatório não lhes concede a isenção de serem regulamentado por está norma, visto que este grupo não foi à manifestação com o intuito social ou reivindicatório, mas sim de provocar o terror generalizado. O que deve ser analisado é se a prática deste grupo foi motivada por razões de xenofobia, discriminação ou preconceito de raça, cor, etnia e religião.

### Projeto de Lei do Senado n.° 272, de 2016
Em 5 de julho de 2016 foi protocolado no Serviço de Protocolo Legislativo o Projeto de Lei do Senado (PLS) n.° 272/2016, que altera a Lei nº 13.260, com o intuito de disciplinar com mais precisão condutas consideradas como atos de terrorismo. De autoria do senador Lasier Martins (PDT/RS), o Projeto foi encaminhado à Comissão de Constituição, Justiça e Cidadania (CCJ).
Entre as alterações propostas, está a inclusão de dois incisos no §1.º do Art.2.º:
- VI – incendiar, depredar, saquear, destruir ou explodir meios de transporte ou qualquer bem público ou privado, com o objetivo de forçar a autoridade pública a praticar ato, abster-se de o praticar ou a tolerar que se pratique, ou ainda intimidar certas pessoas, grupos de pessoas ou a população em geral;
- VII – interferir, sabotar ou danificar sistemas de informática ou bancos de dados, com motivação política ou ideológica, com o fim de desorientar, desembaraçar, dificultar ou obstar seu funcionamento.

Também propõe a inclusão de dois parágrafos no Art. 3.º:
- §3.º Nas mesmas penas incorre aquele que dá abrigo ou guarida a pessoa de quem saiba que tenha praticado crime de terrorismo.
- §4.º Na hipótese do parágrafo anterior, não haverá pena se o agente for ascendente ou descendente em primeiro grau, cônjuge, companheiro estável ou irmão da pessoa abrigada ou recebida; essa escusa não alcança os partícipes que não ostentem idêntica condição.

Em 21 de outubro de 2016, o presidente da CCJ, senador José Maranhão, designou como relator da matéria o senador Magno Malta. Dois anos depois, em 31 de outubro de 2018, a CCJ aprovou requerimento do senador Lindberg Farias (PT-RJ), para que fosse realizada Audiência Pública para instruir a matéria. A Audiência foi realizada em 20 de novembro de 2018, com a participação de representantes de diversos setores da sociedade civil, movimentos como Brasil Livre e Vem pra Rua, entidades religiosas, como o Conselho Permanente da CNBB, órgãos oficiais como o Instituto Brasileiro de Ciências Criminais, Defensoria Pública Nacional de Direitos Humanos, Departamento de Contraterrorismo e Ilícitos Transnacionais da Agência Brasileira de Inteligência (ABIN), Divisão Antiterrorismo da Polícia Federal, entre outros. Até o final de 2018, a matéria permanecia em tramitação na CCJ.